# Łokomotiw Jarosław
Łokomotiw Jarosław (ros. Локомотив Ярославль) – rosyjski klub hokeja na lodzie z siedzibą w Jarosławiu.

## Informacje ogólne
- Pełna nazwa: Łokomotiw Jarosław
- Rok założenia: 1949
- Barwy: czerwono-biało-niebieskie
- Lodowisko: Arena 2000
- Pojemność hali: 9 000
- Główny sponsor: Koleje Rosyjskie
- Drużyna młodzieżowa w MHL: Łoko Jarosław
- Klub farmerski stowarzyszony w WHL: Sokoł Krasnojarsk → HK Riazań
- Maskotka klubu: niedźwiedź brunatny (zapożyczony z herbu miasta[4])

## Historia

### Dotychczasowe nazwy
- Łokomotiw Jarosław (1949–1955)
- Spartak Jarosław (1955–1956)
- Chimik Jarosław (1956–1957)
- HK YMZ (1959–1963)
- Trud Jarosław (1963–1964)
- Motor Jarosław (1964–1965)
- Torpedo Jarosław (1965–2000)
- Łokomotiw Jarosław (2000–)

### Najnowsza historia

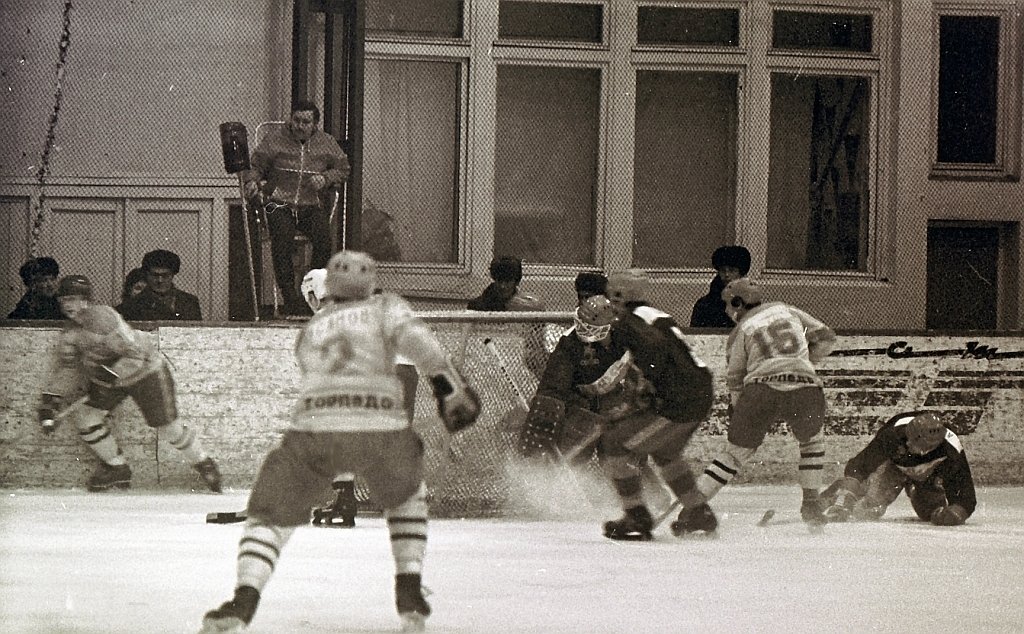
Torpedo Jarosław - Saławat Jułajew Ufa 0:6 (1983)

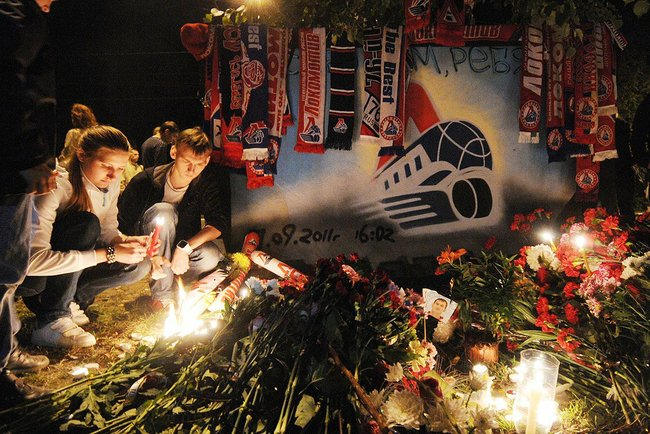
Kibice Łokomotiwu składają kwiaty i znicze przed lodowiskiem w Jarosławiu

W ostatniej edycji rozgrywek w formule Superligi rosyjskiej w sezonie 2007/08 Łokomotiw uległ w finale drużynie Saławat Jułajew Ufa w stosunku meczów 2:3, zaś w kolejnym sezonie KHL 2008/09 (pierwsza edycja nowo utworzonych rozgrywek KHL) Łokomotiw przegrał w finale z Barsem Kazań w stosunku 3:4 (w serii prowadził już 3:2, w szóstym meczu drużyna prowadziła do 48 minut ymeczu 3:2, lecz przegrała go, a w decydującym siódmym spotkaniu uległa 0:1 tracąc gola w 50. minucie meczu). W sezonie KHL 2009/2010 drużyna dotarła do półfinału rozgrywek ulegając klubowi HK MWD Bałaszycha w stosunku 3:4. Podobny wynik uzyskała rok później w sezonie 2010/11 ulegając w półfinale klubowi Atlant Mytiszczi (2:4). W rundzie zasadniczej Łokomotiw był najlepszą drużyną w Konferencji Zachód. Po zakończeniu sezonu trenerem został Kanadyjczyk, Brad McCrimmon.

### Katastrofa lotnicza 2011
7 września 2011 samolot Jak-42, linii Jak Sierwis uległ katastrofie zaraz po starcie lotniska Tunoszna w Jarosławiu. W maszynie znajdowała się ekipa klubu Łokomotiw wraz z drużyną, udająca się do Mińska na inauguracyjny mecz ligi KHL sezonu 2011/2012 z Dynama Mińsk. Na pokładzie samolotu znajdowało się łącznie 45 osób - 37 pasażerów i 8 członków załogi. Wśród pasażerów było 26 zawodników i 11 osób z ekipy klubu (trenerzy, masażyści, lekarze i pracownicy techniczni). Poza dwiema osobami wszyscy zginęli. Pierwotnie z katastrofy ocalały dwie osoby: hokeista Aleksandr Galimow oraz członek załogi samolotu, inżynier pokładowy Aleksandr Sizow.
Przed katastrofą drużyna Łokomotiwu rozegrała swój ostatni mecz 3 września 2011 (był to ostatni, przedsezonowy sparing klubu) rozegrany z drużyną Torpedo Niżny Nowogród. Łokomotiw wygrał spotkanie 5:2, a ostatniego gola w meczu zdobył Aleksandr Galimow. Pięć dni po wypadku Galimow zmarł 12 września 2011 w szpitalu w Moskwie.
Poniżej lista zawodników Łokomotiwu oraz sztabu szkoleniowego i medyczno-technicznego - ofiar tragicznego lotu 7 września 2011. W wyniku katastrofy zginęli wszyscy członkowie ekipy klubu udającej się na mecz. Był to zarazem niemal pełny skład zawodniczy drużyny anonsowany przez klub na sezon KHL 2011/2012.
| Bramkarze: - Stefan Liv - Aleksandr Wjuchin Obrońcy: - Witalij Anikiejenko - Michaił Bałandin - Robert Dietrich - Marat Kalimulin - Karel Rachůnek (k) - Rusłan Salej - Kārlis Skrastiņš - Maksim Szuwałow - Pawieł Trachanow - Jurij Uryczew |  | Napastnicy: - Siarhiej Astapczuk - Giennadij Czuriłow - Pavol Demitra - Aleksandr Galimow - Artiom Jarczuk - Aleksandr Kalanin - Andriej Kiriuchin - Nikita Klukin - Jan Marek - Pawieł Snurnicyn - Daniił Sobczenko - Iwan Tkaczenko - Josef Vašíček - Aleksandr Wasiunow |  | Sztab szkoleniowy i medyczno-techniczny: - Brad McCrimmon – trener - Aleksandr Karpowcew – asystent trenera - Igor Korolow – asystent trenera - Jurij Bachwałow – operator kamery - Aleksandr Bielajew – menadżer sprzętu / masażysta - Mikałaj Krywanosau – trener fitness - Jewgienij Kunnow – masażysta - Wiaczesław Kuzniecow – masażysta - Władimir Piskunow – administrator - Jewgienij Sidorow – trener ds. analiz - Andriej Zimin – lekarz drużyny |

10 września 2011 na lodowisku Arena-2000 odbyła się ceremonia pożegnania drużyny Łokomotiwu. Tysiące mieszkańców Jarosławia i innych miast Rosji przybyły tam, aby oddać hołd tragicznie zmarłym. Na widok publiczny wystawiono zamknięte trumny z ciałami 24 ofiar tragedii, zaś w hali umieszczono fotografie wszystkich 43 osób, które poniosły śmierć w tej katastrofie. Tego samego dnia odbyły się w Jarosławiu pierwsze pogrzeby ofiar. W Jarosławiu zostaną pochowani rodowici hokeiści: Michaił Bałandin, Jurij Uryczew, Aleksandr Wasiunow, Andriej Kiriuchin, Paweł Snurnicyn, Iwan Tkaczenko i Artiom Jarczuk. Pozostali zmarli zostaną pochowani w swoich rodzinnych miastach, a ciała nierosyjskich hokeistów zostały przetransportowane do krajów ich pochodzenia.

### Dalsze losy klubu
Tuż po katastrofie, prezes KHL Aleksandr Miedwiediew obiecał pomoc i zaapelował do innych klubów o wsparcie w odbudowie Łokomotiwu. Kluby ligi włączyły się także w pomoc finansowo-organizacyjną.
Po stracie zawodników Łokomotiw dysponował jedynie trzema zdolnymi do gry zawodnikami ze składu klubu przed katastrofą. Byli to Artur Amirow, Daniłł Jerdakow oraz Maksim Ziuziakin - gracze, którzy nie zmieścili się w kadrze na mecz inaugaracyjny i nie udali się wraz z drużyną na mecz do Mińska. Poza tym w tragicznym locie nie uczestniczył trener bramkarzy, Fin Jorma Valtonen. Wówczas pojawiła się idea, aby każdy z klubów KHL przekazał symbolicznie po kilku swoich zawodników, aby tym samym szybko stworzyć nową drużynę w Jarosławiu, będącą w stanie uczestniczyć w trwających rozgrywkach. W wyniku tego możliwe byłoby wybranie nowych zawodników klubu z grona 40-45 graczy. Pomimo deklaracji o możliwości wsparcia z zewnątrz dla klubu w postaci wystawienia dla niego zawodników przez inne zespoły KHL, prezes Łokomotiwu- Jurij Jakowlew poinformował o wycofaniu drużyny z rozgrywek w bieżącym sezonie. Informację te potwierdziły władze KHL. Jednocześnie celem uhonorowania zmarłych hokeistów i klubu, władze KHL zdecydowały, że każdy mecz rozpoczynający nowy sezon KHL będzie rozgrywany o Puchar Łokomotiwu (dotychczas Puchar Otwarcia; nazwa obowiązywała do 2014).
Dzień po katastrofie nowym trenerem drużyny został Piotr Worobjow (w przeszłości trenował już Topedo i Łokomotiw). Podjęto wówczas decyzję, że po ponownym sformowaniu nowego składu drużyny, Lokomotiw przystąpi w grudniu 2011 roku do gry w rozgrywkach drugiej klasy rozgrywkowej w Rosji, WHL. Jednocześnie niezależnie od wyników, zespołowi zapewniono miejsce w fazie play-off sezonu tej ligi. Pierwszy mecz Łokomotiw rozegrał 12 grudnia 2011 roku z czołowym klubem WHL Nieftianikiem Almietjewsk i wygrał to spotkanie 5:1. Nowa drużyna Łokomotiwu była złożona głównie z młodych zawodników, którzy po katastrofie trafili do Jarosława w wyniku wypożyczeń z innych klubów. Łokomotiw rozegrał łącznie 22 spotkania w sezonie zasadniczym WHL, z czego 13 wygrał i został sklasyfikowany na trzecim miejscu w Konferencji Zachód. W pierwszej rundzie fazy play-off wygrał z HK WMF Sankt Petersburg 3:2 w meczach. Następnie w półfinale Konferencji Zachód uległ zespołowi Dizel Penza w meczach 2:3.
Po zakończeniu sezonu rozpoczęto przygotowania do nowej edycji KHL. W kwietniu 2012 roku trenerem drużyny został Amerykanin Tom Rowe, pracujący dotąd w Carolina Hurricanes. Jego asystentem zdecydował się być Dmitrij Juszkiewicz, który w sezonie KHL (2011/2012) był szkoleniowcem Sibiru Nowosybirsk, zaś jednocześnie został asystentem selekcjonera reprezentacji Rosji, Zinetuły Bilaletdinowa. Zdecydowano, że pierwsza drużyna klubu powróci do rozgrywek KHL w sezonie 2012/2013, zaś zespół rezerwowy będzie nadal występować w lidze WHL. W rundzie zasadniczej Łokomotiw zajął 4. miejsce w Konferencji Wschód, po czym w 1/8 finału fazy play-off uległ Siewierstali Czerepowiec w meczach 2:4 i odpadł z dalszej rywalizacji. Ostatecznie został sklasyfikowany na 10. miejscu w lidze. W trakcie sezonu podczas wyjazdów na mecze wyjazdowe w innych miastach, drużyna Łokomotiwu odwiedzała groby hokeistów, którzy zginęli w katastrofie 2011. Po sezonie WHL 2012/2013 władze klubu zdecydowały, że drużyna rezerwowana nie będzie kontynuować udziału w tych rozgrywkach. Po kolejkach sezonu 2013/2014 z funkcji trenera został zwolniony Amerykanin Tom Rowe, a jego miejsce zajął Piotr Worobjow. 1 lutego 2014 z funkcji trenera odszedł Piotr Worobjow z powodu problemów zdrowotnych, a jego miejsce zajął Kanadyjczyk Dave King. Do fazy play-off drużyna wystartowała z ósmego miejsca w Konferencji Zachód, po czym nieoczekiwanie pokonała dwóch faworytów ligi, SKA Sankt Petersburg i Dinamo Moskwa, a następnie uległa czeskiemu zespołowi HC Lev Praga i zdobyła brązowy medal mistrzostw Rosji. Po sezonie odszedł z klubu trener Juszkiewicz (asystent) oraz bramkarz Curtis Sanford.
W kwietniu 2014 trenerem został Sean Simpson. Po dziewięciu meczach sezonu 2014/2015 i tylko trzech zwycięstwach ustąpił z funkcji. Drużyna odpadła w 1/8 finału z Dinanem Moskwa. Przed sezonem 2015/2016 trenerem został Aleksiej Kudaszow, a asystentami Oleg Bratasz, Jewgienij Namiestnikow, Aleksandr Sawczenkow i Sergejs Naumovs. W sezonie 2016/2017 asystentami Kudaszowa został ponownie Juszkiewicz, a pozostali na tych funkcjach Sawczenkow i Naumovs.
W marcu 2019 nowym głównym trenerem został mianowany Kanadyjczyk Craig MacTavish, a do sztabu weszli jego rodak: Mike Pelino oraz Wiaczesław Ubajew, Dmitrij Krasotkin, Jaakko Valkama. Od września 2019 przez miesiąc stanowisko trenera pełnił Aleksandr Ardaszew, a nowym głównym trenerem w październiku 2019 został mianowany Mike Pelino. W styczniu 2020 do sztabu trenerskiego jako trener bramkarzy został włączony Jegor Podomacki. W maju 2020 nowym szkoleniowcem Łokomotiwu został Andrej Skabiełka. W czerwcu 2020 do jego sztabu trenerskiego weszli Uładzimir Kopać, Igor Matuszkin i Dmitrij Krasotkin. Pod koniec września 2021 Skabiełka został zwolniony, a głównym trenerem został mianowany Igor Nikitin, asystentem Dmitrij Juszkiewicz, wkrótce potem także Nikołaj Borszczewski i Raszyt Dawydow.

### Sezon 2024/2025
W edycji KHL (2024/2025) drużyna Łokomotiwu Jarosław w pierwszym spotkaniu o Puchar Otwarcia pokonała aktualnego mistrza rozgrywek, Mietałłurg Magnitogorsk, na wyjeździe 2:3. W sezonie zasadnicym okazała się najlepsza w gronie 23 uczestników (w 68 meczach uzyskała 102 punkty) zdobywając Puchar Kontynentu. W fazie play-off eliminowała kolejnych rywali i w finale triumfowała nad Traktorem Czelabińsk w stosunku spotkań 4:1, a 21 maja 2025 w decydującym, piątym meczu finału zwyciężyła 2:1 po dogrywce, zaś zwcięskiego gola zdobył Maksim Szałunow (68 min. 01 sek.). Tuż po pierwszym w historii klubu zdobyciu Pucharu Gagarina zawodnicy i trener upamiętnili skład zespołu, którego członkowie zginęli tragicznie w katastrofie lotniczej w 2011. 
Skład zdobywcy Pucharu Gagarina – drużyny Łokomotiwu Jarosław – w sezonie 2024/2025:
| Sztab trenerski: - Igor Nikitin – główny trener - Dmitrij Juszkiewicz – starszy trener - Anton But – trener - Dmitrij Krasotkin – trener - Raszyt Dawydow – trener bramkarzy - Dmitrij Pirożkow – trener-fizjoterapeua - Wiaczesław Gusow – trener-analityk |  | Bramkarze: - Daniił Isajew - Maksim Majorow - Aleksiej Mielniczuk Obrońcy: - Aleksiej Bieriegłazow - Nikita Czerepanow - Martin Gernát - Aleksandr Jelesin (k) - Bogdan Kisielewicz - Ruszan Rafikow - Andrej Siergiejew - Dmitrij Simaszew - Mark Ulew |  | Napastnicy: - Dienis Aleksiejew - Maksim Bieriozkin - Daniił But - Byron Froese - Gieorgij Iwanow - Artur Kajumow - Nikita Kir´janow - Pawieł Kraskowski - Ilja Nikołajew - Stiepan Nikulin - Richard Pánik - Aleksandr Połunin - Aleksandr Radułow - Jegor Surin - Maksim Szałunow - Daniił Tiesanow |

W czerwcu 2025 posadę głównego trenera opuścił Igor Nikitin (kontrakt obowiązywał go do 2027), a w ślad za nim wkrótce potem do CSKA Moskwa przeszli asystenci D. Juszkiewicz i R. Dawydow. W lipcu 2025 nowym trenerem został ogłoszony Bob Hartley

## Sukcesy
- Srebrny medal Rosyjskiej FSRR: 1967
- Złoty medal wyższej ligi: 1969, 1987
- Złoty medal mistrzostw Rosji: 1997, 2002, 2003
- Srebrny medal mistrzostw Rosji: 2008, 2009, 2024
- Brązowy medal mistrzostw Rosji: 1998, 1999, 2005, 2011, 2014, 2017
- Drugie miejsce w Pucharze Kontynentalnym: 2003
- Pierwsze miejsce w Dywizji Charłamowa w sezonie regularnym KHL: 2009, 2025
- Finał KHL o Puchar Gagarina: 2009, 2024
- Pierwsze w Dywizji Tarasowa w sezonie regularnym: 2011
- Pierwsze w Konferencji Zachód w sezonie regularnym: 2011
- Puchar Otwarcia: 2024, 2025
- Puchar Kontynentu: 2025
- Puchar Gagarina: 2025

## Zawodnicy
W 2011 zawodnikiem klubu był pierwszy w lidze KHL zawodnik posiadający formalnie polskie pochodzenie. Był nim szwedzki bramkarz urodzony w Gdyni, Stefan Liv. Nie wystąpił w żadnym meczu ligowym drużyny - zginął w katastrofie lotniczej w 2011.